# Diario de Sevilla
El Diario de Sevilla és un periòdic espanyol creat l'any 1999 a la ciutat de Sevilla. Pertany al Grupo Joly de comunicació. La seva creació formava part d'una iniciativa d'expansió regional que va comptar, també, amb la creació d'altres periòdics a Andalusia: en 2000, el Dia de Córdoba; en 2002, Huelva Información; en 2003, Granada Hoy; en 2004, Màlaga Hoy, i, en 2007, Almeria Actualidad.

## Equip
El rotatiu es troba dirigit per José Antonio Carrizosa Esquivel. L'editor és José Joly Martínez de Salazar. I compta amb un sotsdirector: Juan Manuel Marquès Perales.
Els redactors caps són: Francisco José Ortega (Esports), Juan Carlos Zambrano (Disseny), María José Guzmán (Sevilla), Manuel Barea (Andalusia); Carlos Navarro (Sevilla) i Luis Sánchez-Molini (Opinió) i els seus caps de secció són; Jesús Martínez (Edició/Tancament), Antonio Pizarro (Fotografia) i Charo Ramos (Cultura).